# Romain Lemarchand
Pour les articles homonymes, voir Lemarchand.
Romain Lemarchand, né le 26 juillet 1987 à Longjumeau, est un coureur cycliste français, professionnel de 2010 à 2017.

## Biographie
Romain Lemarchand est le fils de François Lemarchand, coureur cycliste professionnel entre 1985 et 1997.
Champion de France contre-la-montre espoirs en 2009, il devient professionnel en 2010 au sein de l'équipe BigMat-Auber 93. En 2011, il est recruté par AG2R La Mondiale. Il s'engage en faveur de la formation Cofidis pour la saison 2013.
Le 1er août 2014, Cofidis annonce qu'elle se sépare de Romain Lemarchand à la fin de sa saison 2014. En fin d'année il signe un contrat en faveur de l'équipe continentale professionnelle danoise Cult Energy. 
La première saison du coureur sous les couleurs danoises est perturbée par différents problèmes de santé (allergies et asthmes) ainsi qu'une chute au Tour d'Autriche. Son contrat est cependant renouvelé en fin d'année. 
Il met un terme à sa carrière à l'issue de la saison 2017.

## Palmarès
- 2007
  - 3e du Chrono de Tauxigny
- 2008
  - Tour du Val de Saintonge :
    - Classement général
    - 2e étape
- 2009
  -  Champion de France du contre-la-montre espoirs
  - Champion d'Île-de-France sur route
  - Champion d'Île-de-France du contre-la-montre
  - Champion d'Île-de-France de poursuite
  - Champion d'Île-de-France de poursuite par équipes
  - Chrono des Nations-Les Herbiers-Vendée espoirs

## Classements mondiaux
| Année           | 2010 | 2011 | 2012 | 2013 | 2014 |
| --------------- | ---- | ---- | ---- | ---- | ---- |
| UCI Europe Tour | 262e |      |      | 987e | 909e |